# Catagramma asta
Catagramma asta är en fjärilsart som beskrevs av Osbert Salvin. Catagramma asta ingår i släktet Catagramma och familjen praktfjärilar. Inga underarter finns listade i Catalogue of Life.